# Kenkō (cràter)
Kenkō és un cràter d'impacte en el planeta Mercuri de 105 km de diàmetre. Porta el nom de l'escriptor japonès Yoshida Kenkō (1283-1352), i el seu nom va ser aprovat per la Unió Astronòmica Internacional el 1976.